# Luis Enrique Saldaña
Luis Enrique Saldaña Guerra O.F.M. (David, 24 de febrero de 1966) es un eclesiástico católico panameño, obispo de David desde 2024.

## Biografía
Nació el 24 de febrero de 1966,en la ciudad panameña de David. Hijo primogénito de Luis Sadi Saldaña y Domitila Guerra, siendo el mayor de ocho hermanos.
Realizó su formación secundaria en el Colegio Beatriz Miranda de Cabal. Durante su juventud practicó el béisbol.
Estudió Filosofía en la Universidad Rafael Landívar (Guatemala), y Teología en la Universidad Centroamericana José Simeón Cañas (El Salvador). Realizó varios cursos de especialización para Promotores vocacionales y Formadores.

### Vida religiosa
El 19 de enero de 1992, ingresó en el postulantado de la Orden de Frailes Menores de la Provincia Franciscana «Nuestra Señora de Guadalupe» de Centroamérica y el Caribe. El 1 de enero de 1994, fue admitido al noviciado, vistiendo así el hábito franciscano.
Realizó su primera profesión de votos religiosos el 25 de noviembre de 1995, y la profesión solemne el 23 de febrero de 2002.
En 2003 fue ordenado diácono. Su ordenación sacerdotal fue el 29 de abril de 2006, a manos del obispo José Luis Lacunza OAR.
Como sacerdote desempeñó distintos ministerios y fue: Vice-maestro de Frailes estudiantes de Teología en casas de formación en inserción; acompañante en proceso de votos solemnes, de hermanos en año de servicio, y de aspirantes; siendo promotor vocacional.
Fue vicario parroquial de «San Juan Bautista» de Boquete, de «Nuestra Señora del Carmen», de David y de «San Antonio de Padua», en Miraflores-Ciudad de Panamá. Además, se desempeñó como guardián en las fraternidades de «San Juan Bautista», en Boquete, «Nuestra Señora del Carmen», en Miraflores, y «Virgen del Socorro» en la Antigua Guatemala.
Fungió como director administrativo de los colegios franciscanos de «Pío XII» de Boquete (2006-2009), y «San Francisco de Asís», de David (2016-2017); durante este tiempo, también fue Definidor provincial para la región de Panamá (2008-2017). Ejerció como vicedirector de las «Obras Sociales del Santo Hermano Pedro», en la Antigua Guatemala.
También fue miembro del Consejo Presbiteral y del Consejo de Consultores en la diócesis de David (Panamá).
El 27 de enero de 2021, fue elegido Ministro Provincial de la Provincia Franciscana «Nuestra Señora de Guadalupe» de Centroamérica y el Caribe.

### Episcopado
El 15 de febrero de 2024, el papa Francisco lo nombró obispo de David. Fue consagrado el 27 de abril del mismo año, en el Gimnasio La Basita de David, a manos del arzobispo Dagoberto Campos Salas.